# Kimberlita
La kimberlita és un tipus de roca volcànica potàssica ultramàfica (rica en magnesi). És de composició ultrabàsica (SiO2<45%) i molt rica en aigua i diòxid de carboni.
Els principals minerals que la componen són l'olivina i la flogopita, amb, de vegades, granat o diamant.
És ben coneguda pel fet que de vegades conté diamants. Rep el nom de la població de Kimberley, Northern Cape, a l'Àfrica del Sud, on el descobriment l'any 1871 d'un diamant de 83,5 quirats va crear una febre del diamant i es va acabar fent el Gran forat (Big Hole).
La kimberlita es presenta a l'escorça de la Terra en estructures verticals conegudes com a xemeneies (diatremes) de kimberlita (kimberlite pipes). Les xemeneies de kimberlita són la font més important de l'extracció de diamants actualment. El consens científic sobre la kimberlita és que es va formar a gran fondària dins del mantell de la Terra. La formació ocorre en fondàries entre 150 i 450 km per composició del mantell anòmala i exòtica, i han estat erupcionades ràpidament i violenta. És la seva formació a gran fondària el que fa a la kimberlita propensa a tenir xenocristalls de diamants.
L'estudi de la kimberlita dona informació sobre la composició del mantell profund i sobre els processos de fusió d'algunes capes de la Terra.

## Classificació
Històricament, les kimberlites han estat subdividides en dues varietats diferents anomenades basàltiques i micàcies, basant-se principalment en observacions petrogràfiques (Wagner, 1914). Smith (1983) ho va revisar i va donar nom a aquestes subdivisions de grup I i grup II, basat en les afinitats isotòpiques d'aquestes roques. Mitchell (1995) va revisar la classificació anterior i mostrà que el grup II tenia afinitats amb les lamproïtes. Per tant, reclassificà el grup II de les kimberlites com a orangeites, per evitar confusions.

## Importància econòmica
Les kimberlites són la font més important de diamants. Moltes vetes de kimberlita també produeixen dipòsits de diamants al·luvials o eluvials. Només en una de cada 200 vetes de kimberlita s'hi troben diamants de qualitat gemma.
A finals de l'any 2013, un equip internacional de científics va trobar kimberlita a les muntanyes gelades de l'Antàrtida.